# Albici
De Albici (Oudgrieks Ἀλβίοικοι / Albíoikoi) waren een ruw herdersvolk, in de bergstreken benoorden Massilia (Marseille).

## Antieke bron
- Julius Caesar, Commentarii de bello Gallico I 34.

## Referentie
- art. Albici, in J.G. Schlimmer - Z.C. De Boer, Woordenboek der Grieksche en Romeinsche Oudheid, Haarlem, 19203, p. 31.

Gallia Cisalpina:
Anares · Beluni · Boii · Carni · Caturiges · Cenomani · Ceutrones · Insubres · Lepontii · Libici · Lingones · Nerusi · Salassi · Segusani · Suetri · Taurini · Vedianti

Gallia Transalpina:
Aedui · Albici · Allobroges · Ambarri · Ambiani · Andecavi · Arecomici · Atrebati · Aulerci Cenomani · Aulerci Diablintes · Aulerci Eburovices · Arverni · Baiocasses · Bellovaci · Bituriges Cubi · Bituriges Vivisci · Cadurci · Caleti · Carnutes · Catalauni · Caturiges · Cavares · Cenomani · Centrones · Cetrones · Commoni · Condrusi · Coriosolitae · Durocasses · Eciates · Eleuteti · Gabali · Garocelli · Geidumni · Grudii · Helvetii · Helvii · Lemovices · Leuci · Levaci · Lexovii · Lingones · Mandubii · Mediomatrici · Medulli · Menapii · Morini · Namnetes · Nantuates · Nerviërs · Nitiobriges · Osismii · Parisii · Petrocorii · Pictones · Pleumoxii · Redones · Remi · Ruteni · Salluviërs · Santones · Segni · Segovellauni · Segusiavi · Senones · Sequani · Silvanectes · Sordones · Suessiones · Tectosages · Tigurini ·  Tougener · Treveri · Tricasses · Tricastini · Turones ·  Veliocasses · Vellavi · Venelli · Veneti · Viducasses · Viromandui · Vocontii · Volcae Arecomici · Volcae Tectosages · Vivisci